# Marko uzvraća udarac (predstava)
Marko uzvraća udarac, je pantomimska predstava o Marku Kraljeviću koja je realizovana 1998. godine. Libreto za ovu predstavu napisali su Srđan Koljević i Petar Grujičić, a režirao ju je Stiven Egnju.

## Pantomimske predstave
U novembru 1994. godine Marko Stojanović osniva Agenciju za marketing i produkciju "Agencija Buffa". Narednih pet godina neformalna pozorišna "Trupa Bufa" realizuje dve celovečernje predstave i to bez reči : prva predstava bila je Čekajući nebo u koprodukciji sa Festivalom monodrame i pantomime u Zemunu, a druga predstava je bila "Marko uzvraća udarac" u saradnji sa Malim pozorištem "Duško Radović" u Beogradu.

## Izvođenje predstave
Predstava je imala velike ambicije ali je svega odigrana nekoliko puta i više nije bila obnovljena. Privukla je veliku pažnju medija i publike. -{U toj predstavi Marko je pobio sve srpske neprijatelje uz ovacije gledalaca koje su trajale duže od predstave}. Predstava je prestala da se igra zbog odlaska jednog od glavnih glumaca - Marka Stojanovića, na odsluženje vojnog roka. Nakon toga, 1999. godine počelo je bombardovanje i sprečilo dalje odigravanje ove istorijske komedije bez reči.

Agencija Buffa je prethodno u producirala pantomimsku predstavu "Čekajući nebo" (1996.godine) u saradnji sa Festivalom monodrame i pantomime u Zemunu u kojoj je takođe glavnu ulogu igrao Marko Stojanović, a režirao je Stiven Egnju. Agencija Buffa se ugasila zajedno sa gašenjem predstave Marko uzvraća udarac, nakon čega, Marko Stojanović dalje nastavlja sa solo nastupima.

## Glumci i njihove uloge
- Marko Stojanović - Marko Kraljević
- Dimitrije Ilić - Šarac
- Nikola Bulatović - Crni Arapin
- Ana Ignjatović - Arapinova ljuba
- Danijela Vranješ, a kasnije Tanja Bijelić - Vila Ravijojla.